# Medmera
MedMera Bank AB är ett helägt dotterbolag till Kooperativa Förbundet (KF) och ett systerbolag till Coop. MedMera Banks uppdrag är att erbjuda finansiella tjänster . Detta uppfylls genom bankens tjänster Coop Privatlån och Coop Spara. I Coop Spara ingår sedan oktober 2023 Coop Fasträntekonto.
Konsumentkooperationens 3,9 miljoner medlemmar är en viktig målgrupp och MedMera Bank strävar efter att erbjuda dem särskilda erbjudanden kopplade till bankens tjänster. I flera år har medlemmarna också fått lägre ränta på lån.
| År   | Utlåning till allmänheten i miljoner kr |
| ---- | --------------------------------------- |
| 2024 | 9699                                    |
| 2023 | 8100                                    |
| 2022 | 6815                                    |
| 2021 | 5947                                    |
| 2020 | 4400                                    |
| 2019 | 3134                                    |
| 2018 | 3329                                    |
| 2017 | 2776                                    |
| 2016 | 2193                                    |
| 2015 | 1863                                    |
| 2014 | 709                                     |
| 2013 | 487                                     |